# Lioré et Olivier LeO H-27
Dimensions
Le Lioré et Olivier H-27 est un hydravion à coque commercial réalisé en France durant l'Entre-deux-guerres par le constructeur aéronautique Lioré et Olivier.